# 鈴木Cappuccino
鈴木Cappuccino（日语：スズキ・カプチーノ）是1990年代日本鈴木公司開發製造的輕型雙座敞篷車。車名來自義大利泡沫咖啡「卡布奇諾」，以顯現小巧精緻敞篷車的形象。

## 背景
铃木Cappuccino诞生于日本泡沫經濟后期，当时日本民众普遍富裕，各大車廠紛紛開發外觀帥氣又兼具駕駛樂趣的車型以吸引民众目光。與同時期發售的马自达Autozam AZ-1、本田Beat等被消費者截取車名字第一位，被合稱為。

## 概要與歷史
1987年的東京車展上，鈴木展出了Cappuccino概念車，兩年後的东京车展中展出量產車型，时任铃木社长的铃木修确定了Cappuccino的量产计划。1991年10月，Cappuccino開始生產，同年11月正式上市銷售（代號EA11R）。
Cappuccino最大的特色就是以可隱藏的後車窗搭配三片收納式車頂篷，可分成硬頂全閉、全開篷、半開篷、T字形車頂四種形態。
Cappuccino为前置後驅佈局，前后重量比為51:49。動力來源為0.6升直列三缸（代号F6A）渦輪增壓引擎（附中冷器），最大馬力64匹 / 6,500rpm、扭矩峰值85.3牛米/ 4,000rpm，搭配五速手动變速箱。
由於Cappuccino搭载的F6A引擎为縱置布局，引擎室左右兩側具有足夠空間容納輕型車首創的四輪雙A臂懸吊系統，搭配四輪碟煞制動系統。雖然車身小巧，標準配備卻包含空調系統、電動窗、置物空間等，更有着极佳的操控性，另可加價選購ABS防鎖死煞車系統、托森式限滑差速器、雙前座SRS安全氣囊等配備。
海外市场方面，除了在香港有代理商曾引入Cappuccino外，1992年10月亦現身於英國國際車展，后于1993年10月正式外銷英國市場，並配合當地法律規範變更方向燈、後霧燈、最高時速140公里等限速功能等。Cappuccino还在德國、法國、荷蘭等国发行。
1995年5月，Cappuccino改款，动力方面改为搭载鋁合金製成的0.6升直列三缸K6A型渦輪增壓引擎（附中冷器，含16位元ECU），最大馬力沒有變動，峰值扭矩提升到103牛米 / 3,500rpm。K6A引擎相较于F6A引擎減重10公斤，新增三速自动變速箱。不過由於歐盟執委會頒布更嚴格的汽車廢氣排放標準，铃木評估銷售規模不足，导致1995年的改款车型并未面向欧洲市场发行并于同年停止面向欧洲市场发行。
由于日本泡沫經濟的崩溃，跑车市場逐步低迷；加上輕型車法規變更、SUV、MPV風潮興起等諸多因素，1997年12月停產、1998年10月停售，7年間總共生產26583輛。

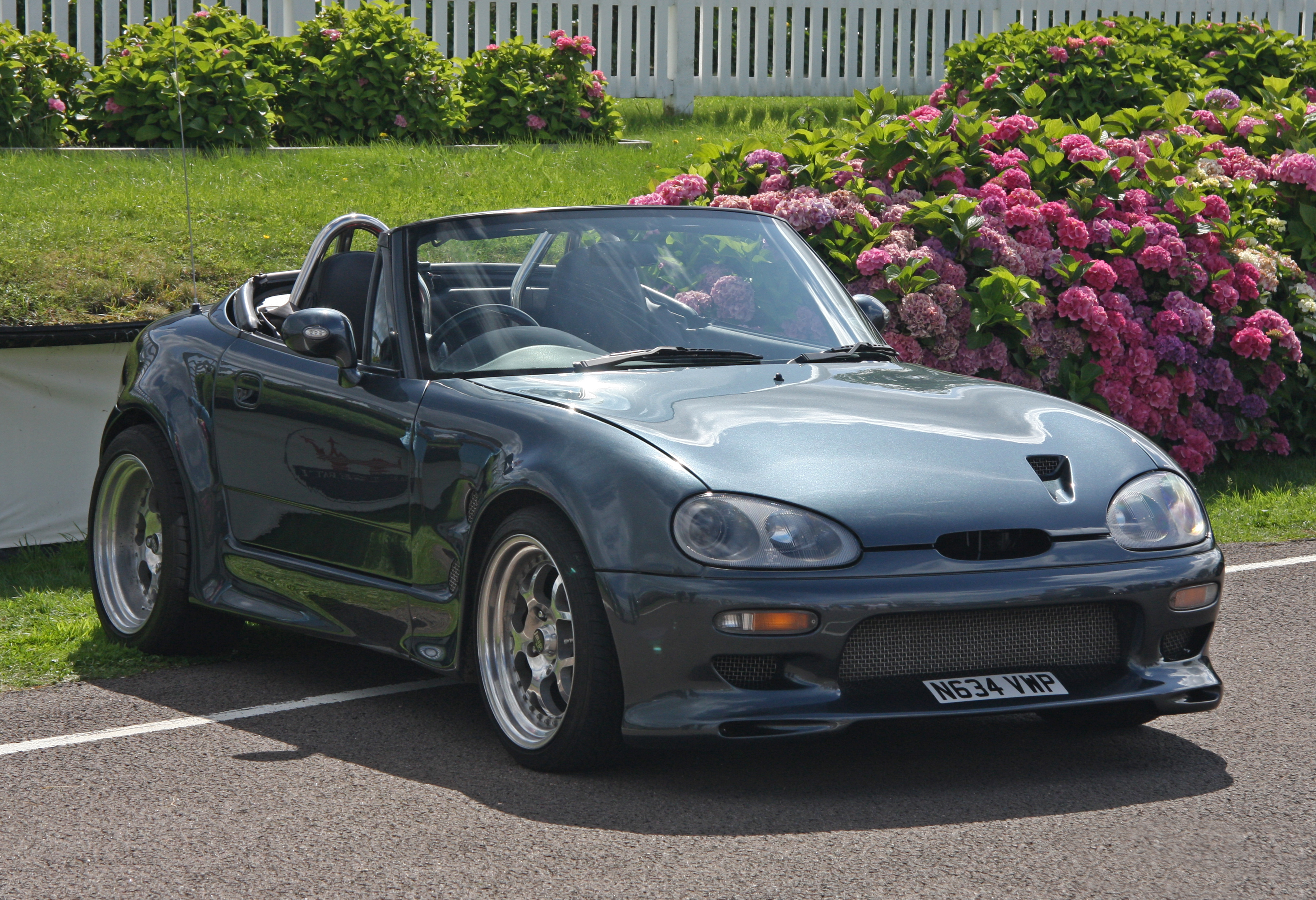
一台经过改装的Cappuccino
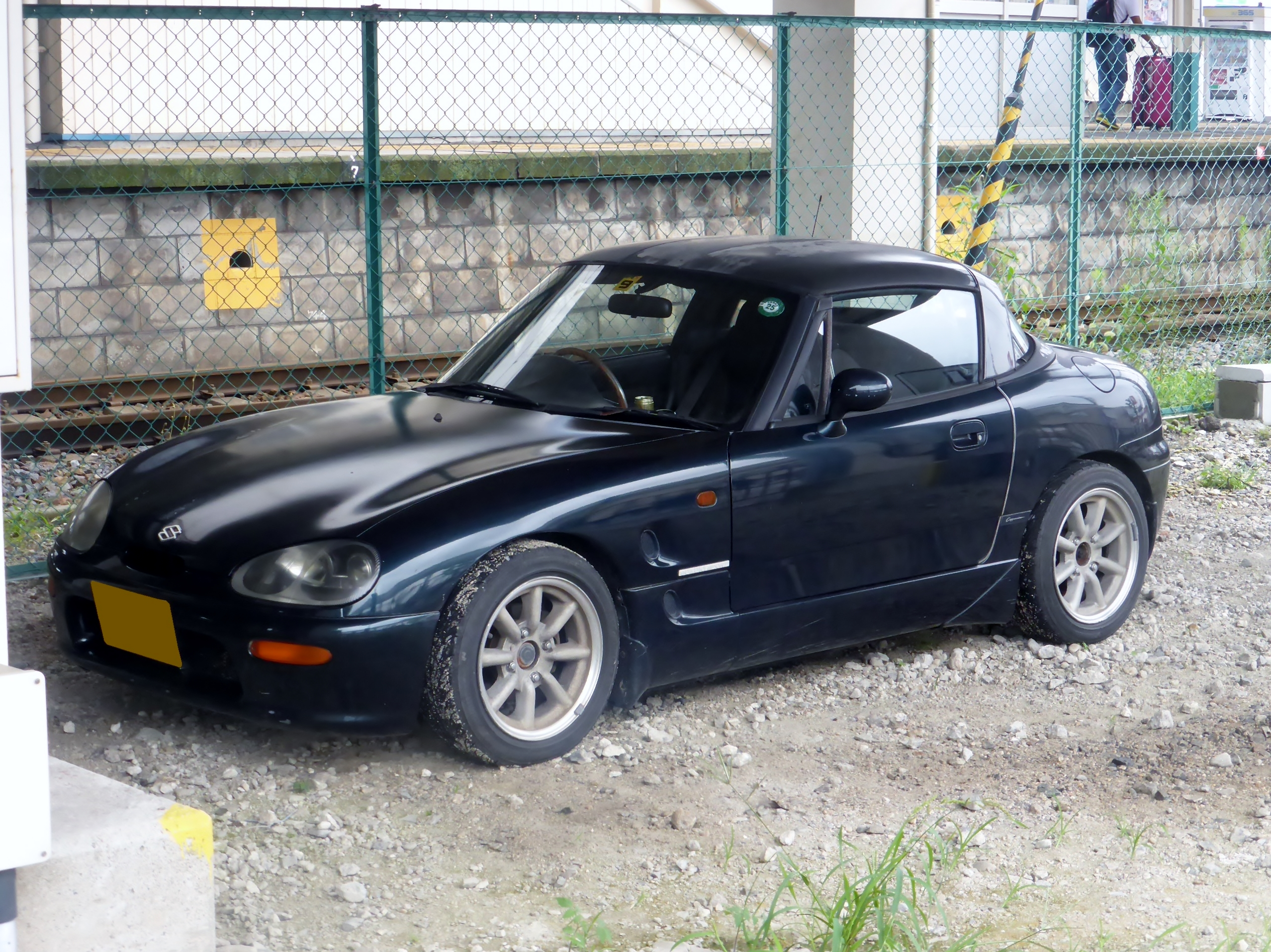
Cappuccino（前）
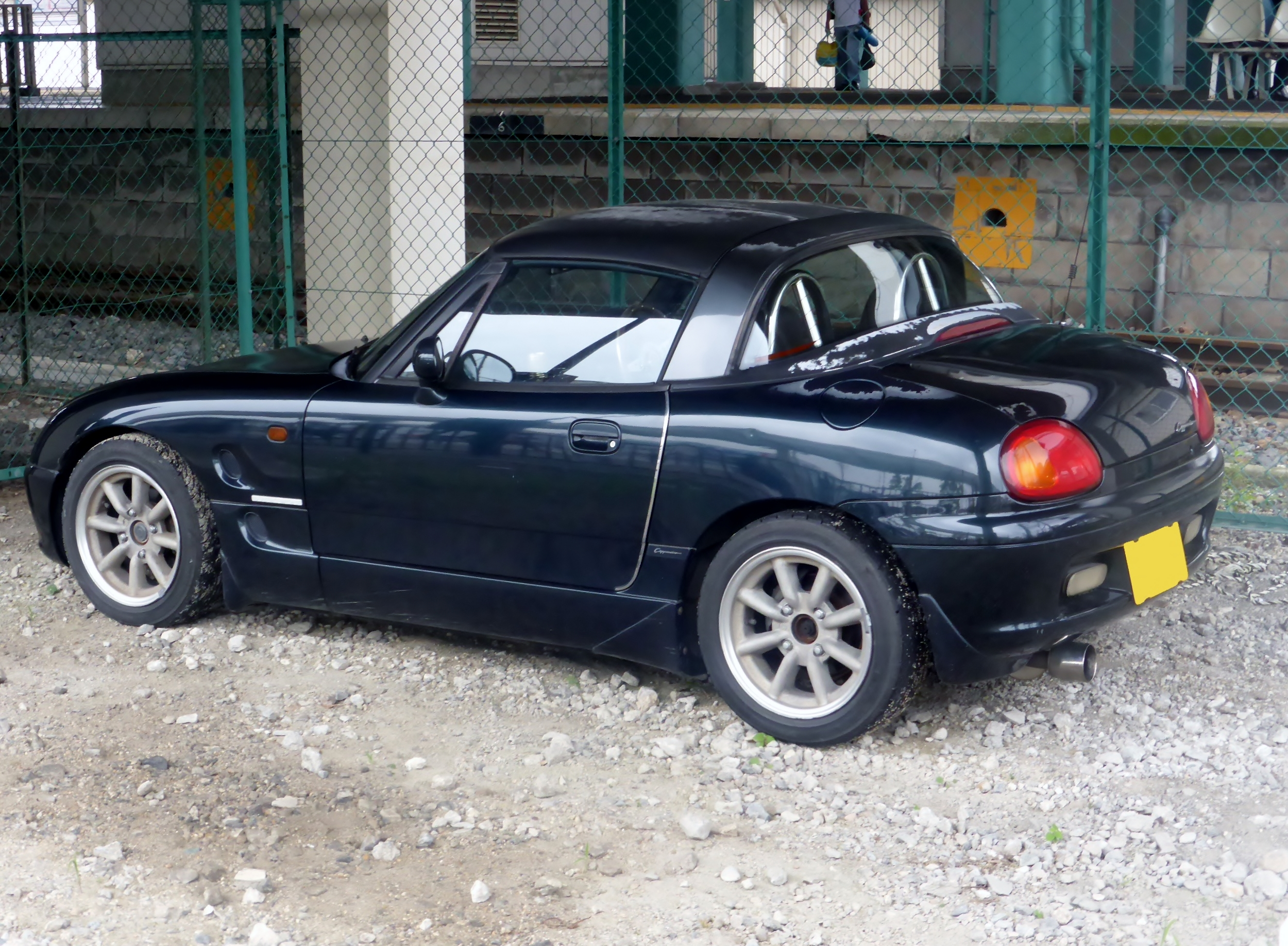
Cappuccino（左侧）
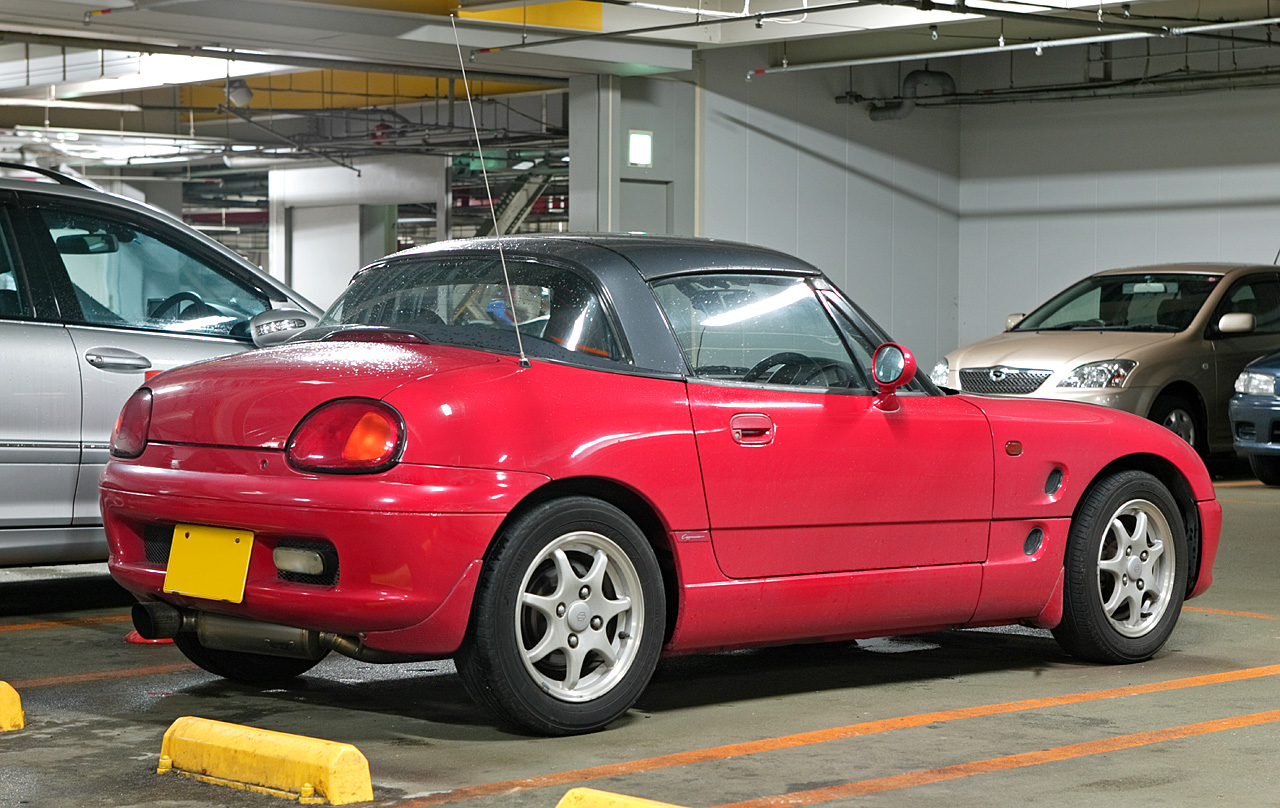
Cappuccino（右侧）
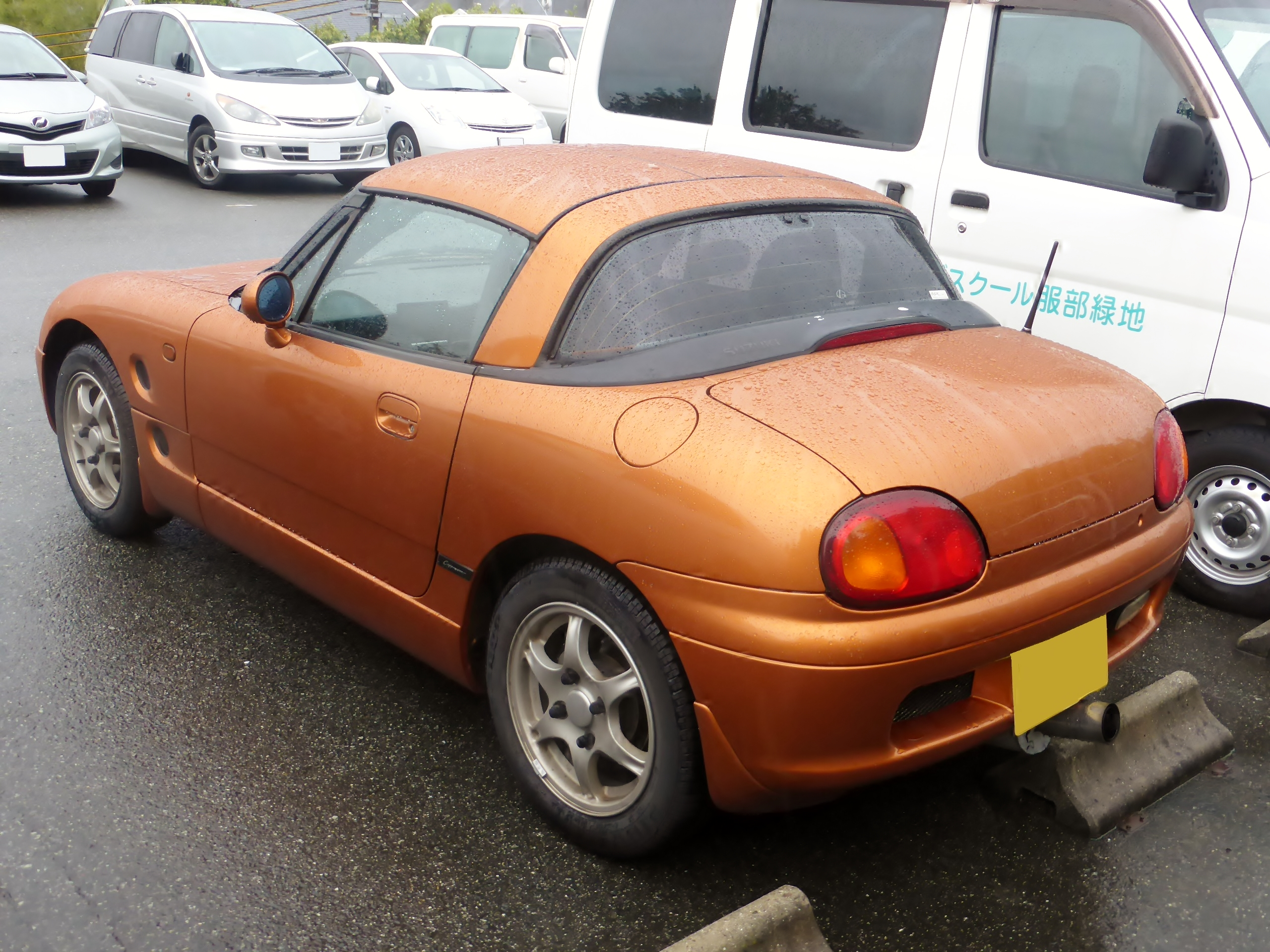
Cappuccino（1995年改款车型，后）
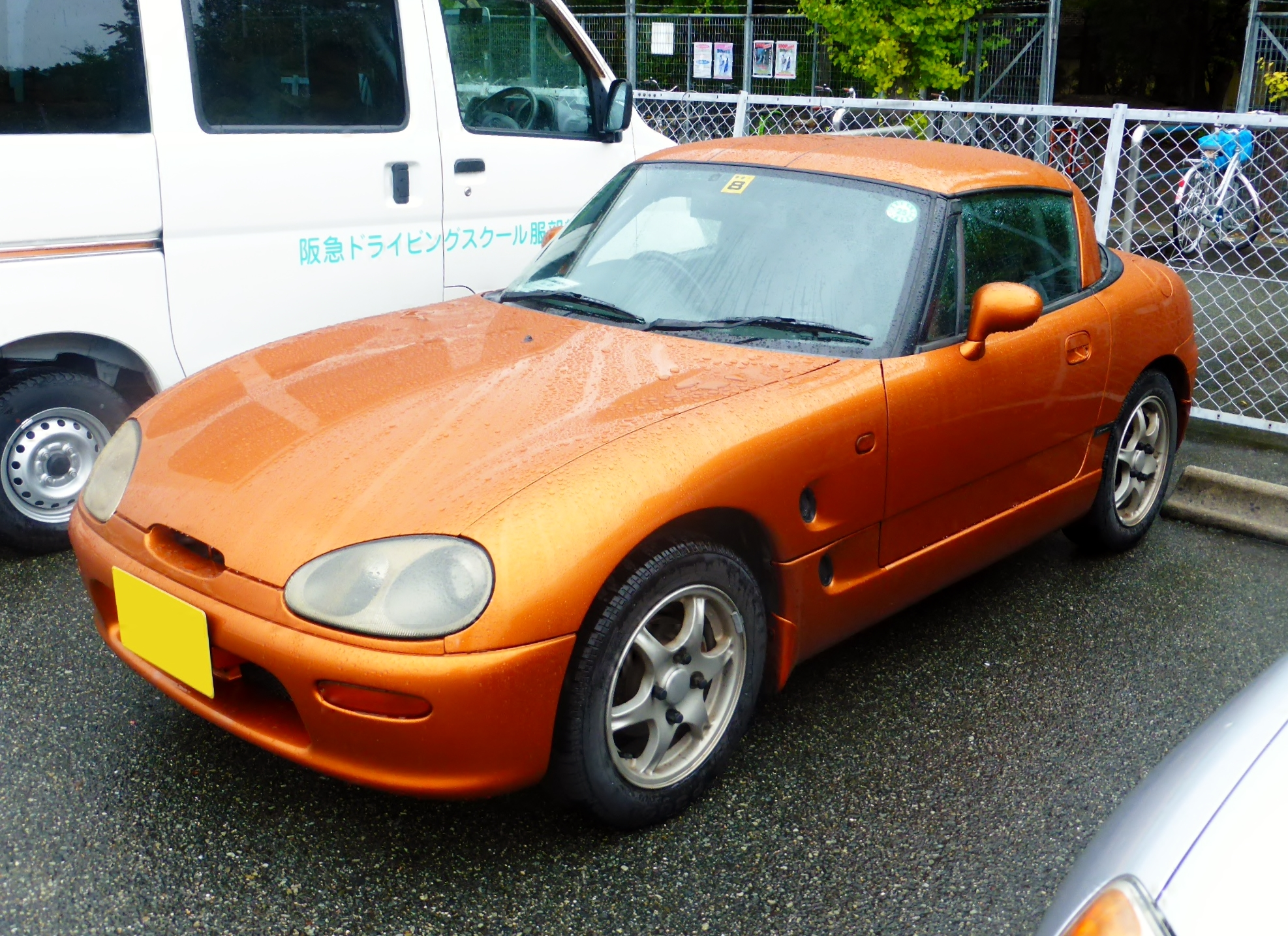
Cappuccino（1995年改款车型，前）
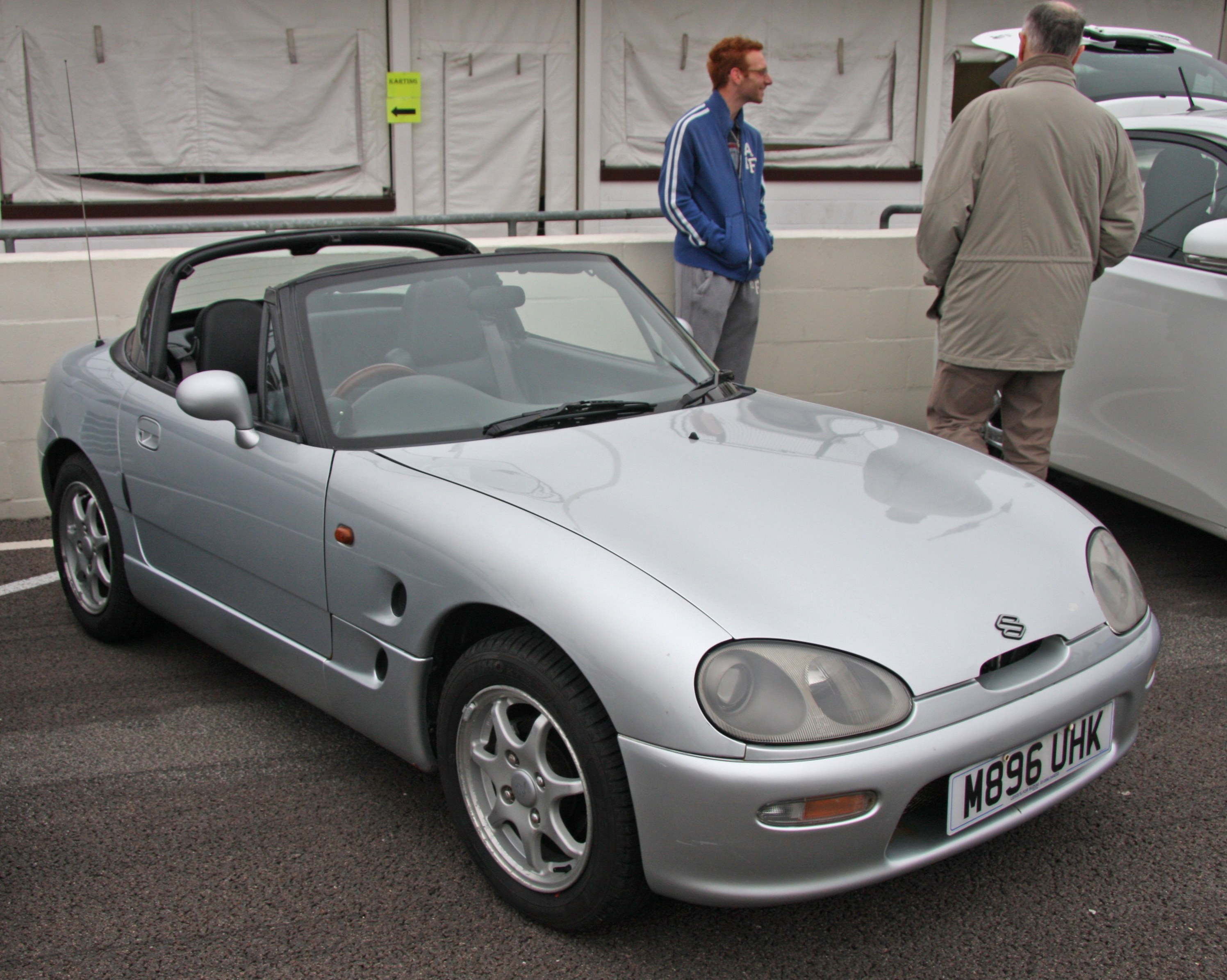
敞篷形态的Cappuccino

## 大眾文化
- 日本Atlus遊戲公司於1995年7月14日在超級任天堂上推出「Kat's Run:全日本輕型車錦標賽（キャッツ・ラン 全日本Kカー選手権）」的遊戲，该游戏收录了鈴木Cappuccino，此外索尼PlayStation游戏机独占游戏系列《GT赛车》自第2部作品起收录Cappuccino。
- 在漫畫和動畫《頭文字D》中，坂本曾駕駛鈴木Cappuccino在D計畫埼玉縣第二戰中的下坡賽與藤原拓海對戰。

## 外部連結
- （日語）軽四オープンスポーツカーならスズキ・カプチーノが狙い目 （页面存档备份，存于）